# Fortín romano de La Calzada de Béjar

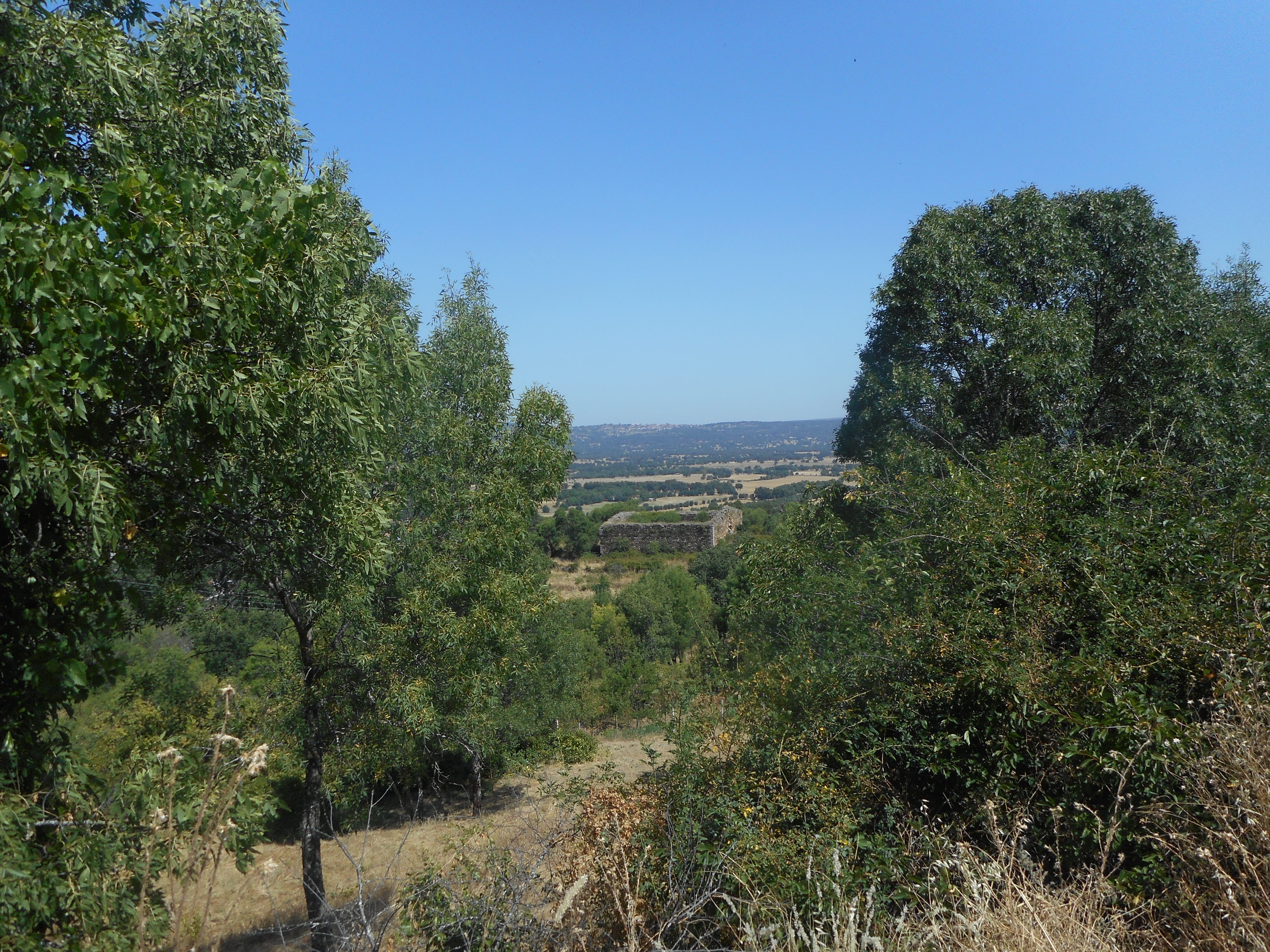
Vista general del fortín romano de la Calaza de Béjar (Salamanca, España).

El fortín romano de La Calzada de Béjar es una fortificación romana que se encuentra en el municipio salmantino de La Calzada de Béjar sobre la calzada romana de la Vía de la Plata.

## Antecedentes históricos
Los romanos llegaron a lo que sería Hispania en el año 218 a. C., desembarcando en Ampurias y así iniciando las guerras púnicas contra los cartagineses. Finalmente lograrían dominar toda la península ibérica tras vencer en las guerras cántabras en el año 19 a. C. Finalizadas las guerras cántabras, algunas legiones romanas permanecieron en la zona para evitar nuevas revueltas y para conseguir la plena romanización. Así, Astorga (Astúrica Augusta) fue fundada a finales del siglo I a. C. sobre el campamento de la Legio X Gemina, zona astur, mientras al sur se había fundado Mérida (Emérita Augusta) en el año 25 a. C. con los soldados eméritos (retirados) de la Legio V Alaudae y la Legio X Gemina, a los cuales se les habían concedido tierras de cultivo por sus victorias en las guerras cántabras.
Mérida acabaría siendo la capital de Lusitania y Astorga una ciudad importante de Tarraconense. Así nació la necesidad de comunicar ambas ciudades, con fines militares, comerciales y culturales (romanización).

## La Vía de la Plata

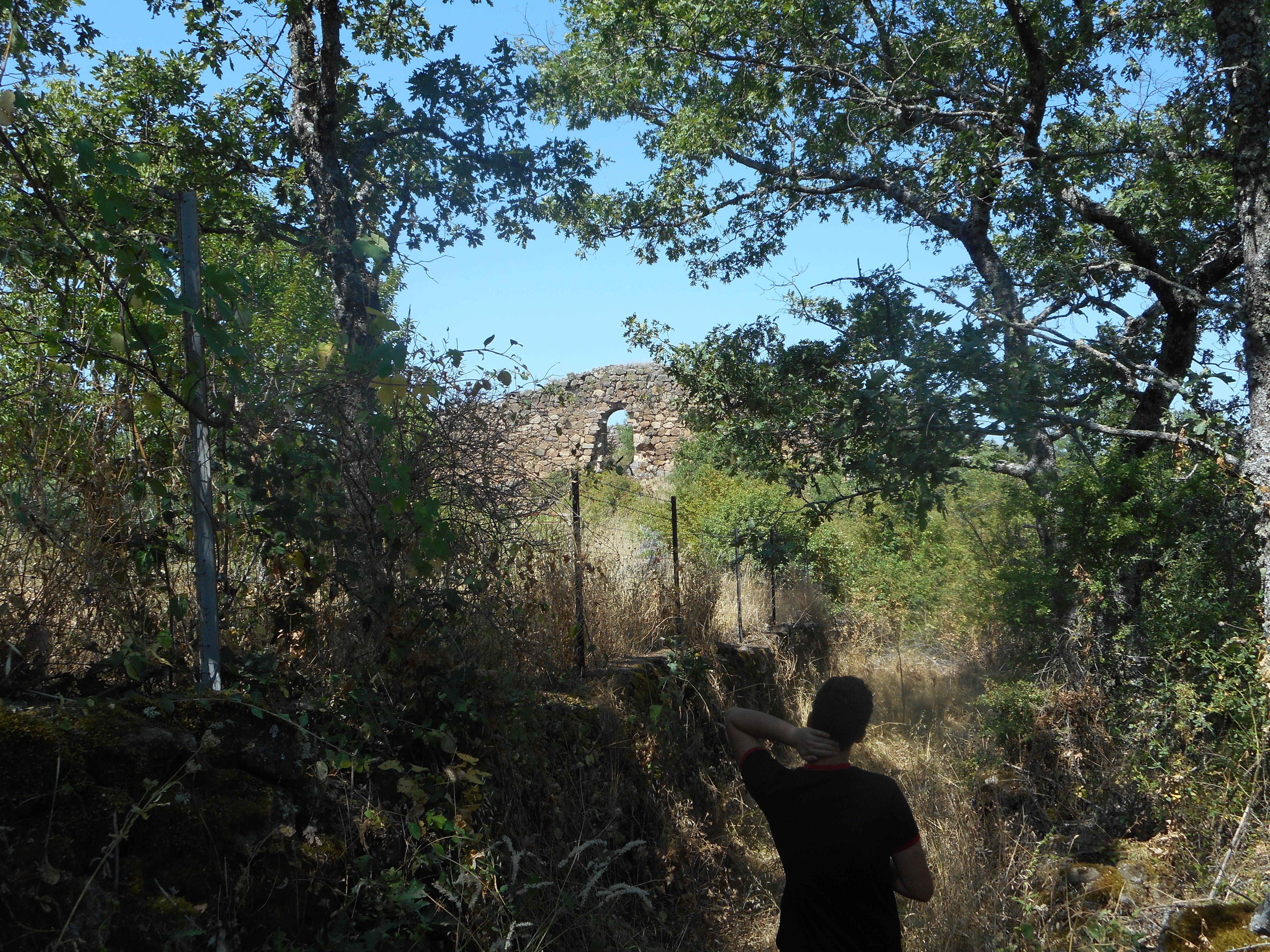
Fortín romano de La Calzada de Béjar, vista desde el sendero de acceso.

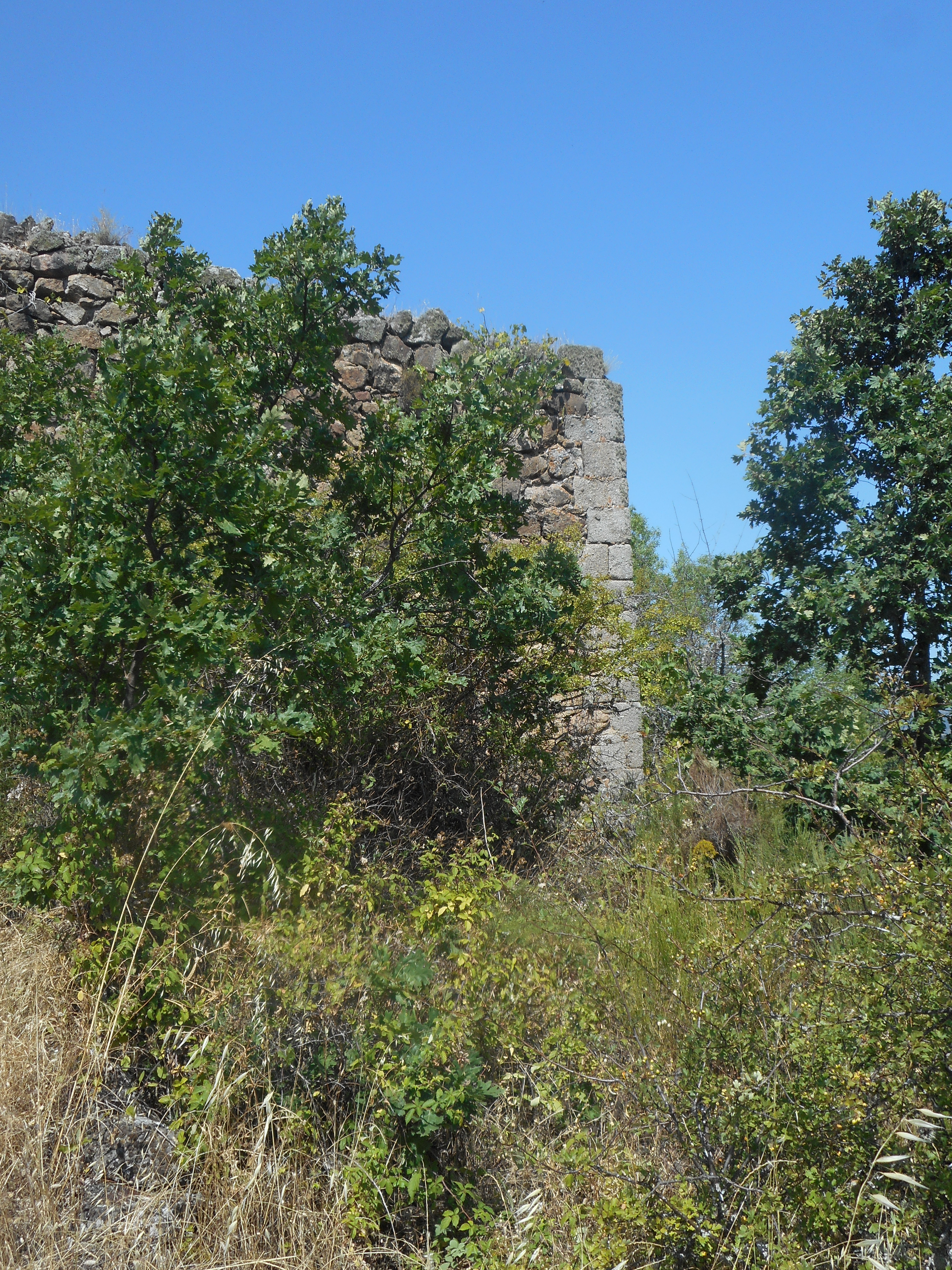
Esquina del Fortín romano de la Calzada de Béjar, con sillares de granito en la esquina y fábrica de mampostería en los lienzos

Originalmente conocida como Calzada Romana Itinerario XXIV de Antonino (Caracalla), cambiaría su nombre en la época árabe a Vía de la Plata, por el brillo de su empedrado. La calzada romana se construyó sobre un antiguo camino de Tartessos, en la época de Augusto (siglo I a. C.), mediante las técnicas de los ingenieros romanos, superponiendo capas de materiales:
- statumen: grandes rocas
- rudus: piedras pequeñas mezcladas con cal y arena
- nucleus: grava y tierra apisonada
- summa crusta: piedras adoquinadas planas

Todo el conjunto iba encerrado entre dos bordes de sillares de piedra para que no se moviera. Las vías atravesaban los ríos mediante puentes de fácil vadeo, que se construían combinando pilares y arcos de medio punto, típicos en la arquitectura romana. En el centro de los pilares, se colocan unos sillares a modo de cuña, llamados tamajares, que tienen por misión romper la corriente del río.
Las distancias entre cada punto que recorría la calzada eran señalizadas con milliarios (puntos kilométricos), que indicaban las millas romanas. Cada miliario constaba de inscripciones que indicaban:
- el nombre del emperador del momento
- el cónsul romano
- si el milliario se instalaba en la construcción o en una reparación de la vía
- y el número que indica la milla romana desde el origen (en este caso Emérita Augusta).

Según las inscripciones del miliario CXXXIX, que se encuentra cerca del fortín, con la inscripción:

IMP CAESAR DIV

NERVAE FILIVS NERVA

TRAIANVS AVGVSTVS

GERMANICVS PON

TIFEX MAXIMVS

TRIBVNICIA POTES

TATE CONSVL ITER

RESTITVIT

CXXXIX

este miliario fue colocado en la calzada romana entre los años 98 y 99, durante el segundo consulado de Trajano, en una reparación de la Vía, a la vez que el miliario se encuentra a 139 millas romanas de Mérida. También pueden encontrarse en el Itinerario de Antonino las manssio (posadas) que tenía la calzada y su emplazamiento.

## Fortín romano

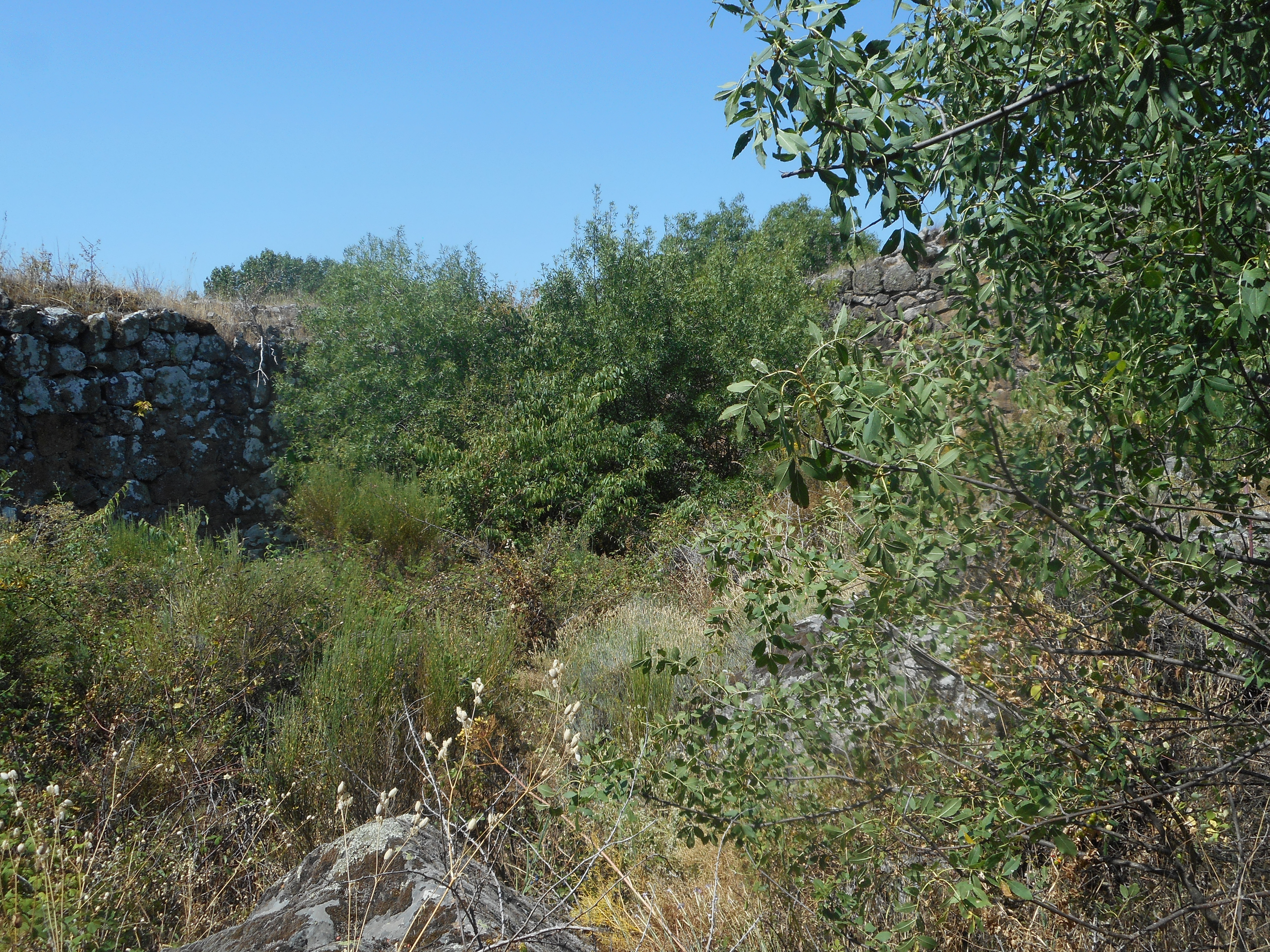
Vista interior del fortín romano de La Calzada de Béjar.

El fortín romano de La Calzada de Béjar se encuentra junto a la calzada romana, Itinerario XXIV de Antonino (Caracalla), en la Milla CXXXVIII, entre las manssio Caelionicco (en Puerto de Béjar) y ad Lippos (en Valverde de Valdelacasa). Su emplazamiento está situado en una zona elevada sobre la calzada romana, al este de la misma, y a menos de un kilómetro. Punto estratégico, domina toda la vía y su contorno, controlando los pasos de la meseta a la llanura extremeña. Este fortín de la época del Bajo Imperio romano, construido entre los siglos III al IV, haría las veces de control y dominio, permitiendo el paso del comercio, tropas y cultura. Las ciudades más próximas al mismo eran Cáparra y Salmantica.
Hoy en día aún se conservan sus muros exteriores de granito, con dimensiones de 29 x 27 m de planta; mientras que el tejado debió ser de madera y presentaba dos vertientes por la estructura que todavía hoy puede observarse.

## Hipótesis alternativas

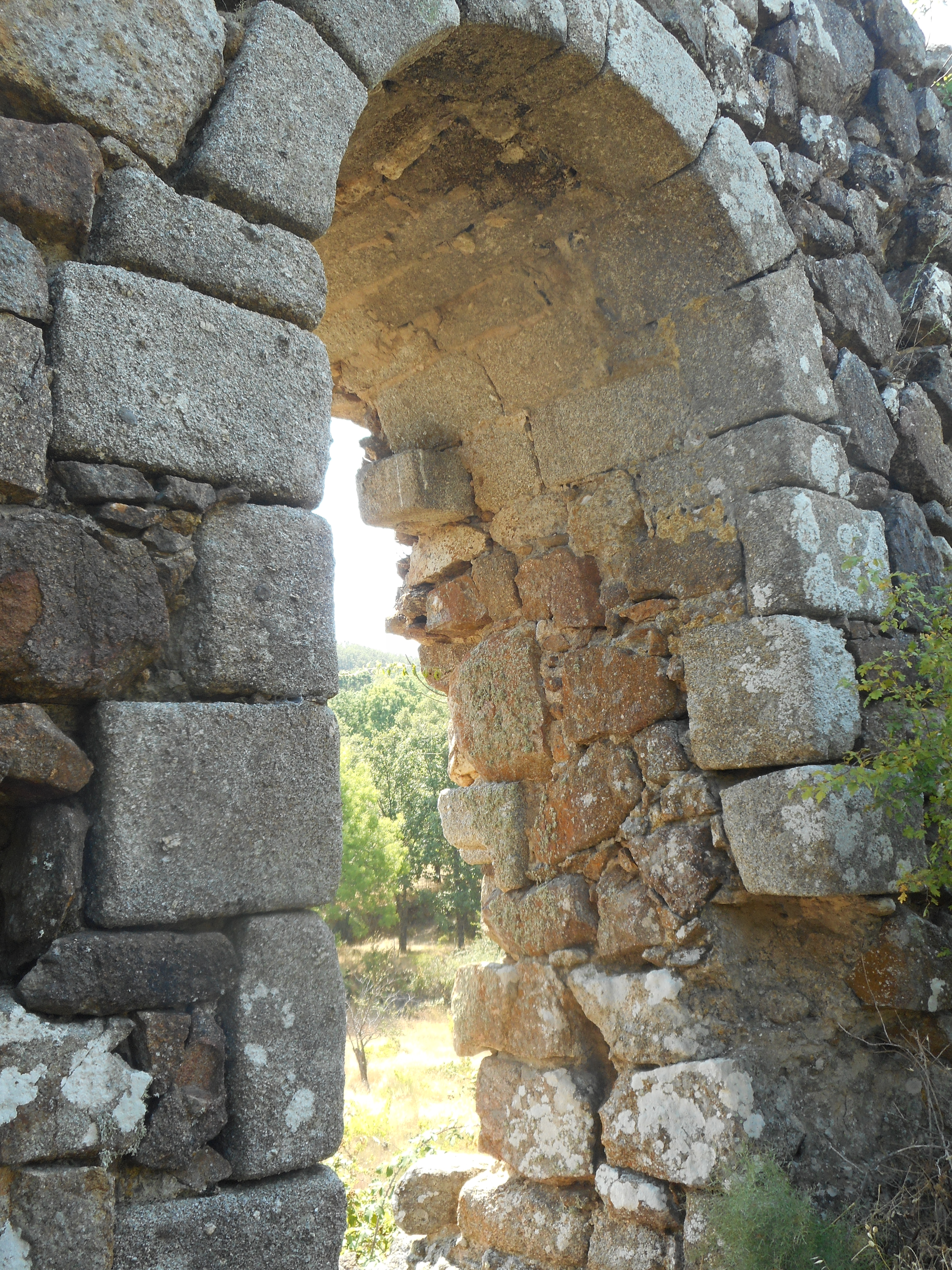
Arco de la puerta de entrada al fortín romano de la Calzada de Béjar, realizado con sillares de granito.

Existen hipótesis alternativas de posibles usos que pudo tener esta construcción, que hasta ahora se ha supuesto un fortín romano.
Según una hipótesis basada en estudios posteriores, su origen podría estar en un antiguo templo celta, propuesta por Saturnino Jiménez. La argumentación de los mismos se debe a la forma y tamaño que tiene la construcción, que no tiene ventanas, además está documentado que la zona fue ocupada por tribus calcolíticas y por vetones. Muy próximo al fortín, al oeste, se encuentra un manantial anexo, en el que se han encontrado inscripciones prerromanas.
Otro estudio indica también que el origen es romano, pero no para un uso militar, tanto por el trazado como por el tamaño de la construcción, sino que se trataría de un edificio nevero, que conservaría nieve para mantener en condiciones óptimas alimentos que transitaran por la Vía, según la Federación del Patrimonio de Castilla y León.[cita requerida]